# Edward L. Hamilton
Pour les articles homonymes, voir Hamilton.
Edward La Rue Hamilton (né le 9 décembre 1857 à Niles et mort le 2 novembre 1923) était un homme politique américain. Il est membre de la Chambre des représentants des États-Unis de 1897 à 1921 pour le 4e district du Michigan.